# Стромов, Владимир Юрьевич
Владимир Юрьевич Стромов  (7 апреля 1977, Котовск, Тамбовская область, СССР — 10 марта 2022, Тамбов) — кандидат юридических наук, доцент, ректор Тамбовского государственного университета имени Г. Р. Державина (2015—2022).

## Биография
Родился 7 апреля 1977 года в городе Котовске Тамбовской области.
С 1994 по 1999 год — студент юридического факультета Тамбовского государственного университета имени Г. Р. Державина. Трудовую деятельность начал в 1999 году помощником адвоката коллегии адвокатов, а с октября 2000 по 2010 год — член коллегии адвокатов «Московский юридический центр», филиал «Тамбовадвокат».
В январе 2003 года был принят на работу в Тамбовский государственный университет имени Г. Р. Державина юристом. Работал в должностях: начальника юридического отдела; консультанта ректора по правовым вопросам; советника при ректорате по правовым вопросам; начальника Управления правового обеспечения; начальника Экономико-правового управления; проректора по экономико-правовым вопросам и инфраструктурному развитию.
С 2005 по 2009 год заочно обучался в аспирантуре Саратовской государственной академии права по специальности «Уголовное право и криминология; уголовно-исполнительное право».
В декабре 2015 года решением конференции профессорско-преподавательского состава, студентов, аспирантов и сотрудников был избран ректором. В конференции принял участие 131 человек. («ЗА» проголосовало 104 голоса, или 79,3 % голосов). На Стромова были возложены обязанности ректора Тамбовского государственного университета имени Г. Р. Державина. В 2021 году переизбран на новый срок.
Член ВПП «Единая Россия» с 2009 года. Член фракции партии «Единая Россия» в Тамбовской областной Думе. Заместитель руководителя фракции партии «Единая Россия» в Тамбовской областной Думе.
В октябре 2011 года избран депутатом Тамбовской областной Думы V созыва по избирательному округу города Моршанска.
В сентябре 2016 года был избран депутатом Тамбовской областной Думы VI созыва по Котовскому избирательному округу. Заместитель председателя комитета по науке, образованию и культуре. Член Президиума Регионального политического совета.
Являлся председателем Общественного совета при управлении образования и науки Тамбовской области, председателем Общественного совета при управлении физической культуры, спорту и туризму Тамбовской области, членом Тамбовского регионального отделения Общероссийской общественной организации «Ассоциация юристов России».
С марта 2013 года являлся президентом Тамбовской федерации волейбола.
Скончался 10 марта 2022 года. Похоронен в Котовске на городском кладбище. В 2023 году на могиле установлен памятник скульптора А. А. Миронова.

## Научная деятельность
В. Ю. Стромов принимал участие в выполнении 5 инновационно-образовательных проектов в качестве исполнителя (инновационно-образовательная программа Тамбовского государственного университета имени Г. Р. Державина «Университет как центр кластера инновационно-образовательных программ развития приоритетных направлений социальной сферы и реальной экономики региона» по заказу Министерства образования и науки РФ в рамках приоритетного национального проекта «Образование»).
В 2009 году в Волгоградской академии министерства внутренних дел Российской Федерации защитил диссертацию на соискание учёной степени кандидата юридических наук по теме «Система наказаний: реализация и эффективность». В 2013 году присвоено звание доцента.
В. Ю. Стромовым опубликовано 152 научных, учебно-методических и публицистических работ, в том числе монографии, учебные пособия. Индекс Хирша по всем публикациям на elibrary.ru — 15.
Победитель всероссийского конкурса менеджер года — 2013 в номинации «Сфера образования».
С 2013 по 2015 год В. Ю. Стромов прошёл курсы повышения квалификации и профессиональную переподготовку по следующим программам: «Менеджмент в образовании», «Управление персоналом», «Управление финансами вуза», «Экономика», «Государственное и муниципальное управление», «Управление проектами».
Академик Союза экспертов в области управления «Международная Академия менеджмента».
По данным вольного сетевого сообщества «Диссернет», являлся автором  множества некорректных научных публикаций.

## Основные работы
- Проблемы назначения наказания: вопросы теории уголовного права и правоприменительной практики: монография / В. Ю. Стромов, М. Ю. Дворецкий — Тамбов: Изд-во ТГУ, 2012. - 681 с.: табл.; 21 см.; ISBN 978-5-89016-819-1
- Уголовная ответственность: реализация и эффективность: монография в 4 ч. / В. Ю. Стромов, М. Ю. Дворецкий — Тамбов: ТГУ, 2013. - 25 см.; ISBN 978-5-89016-901-3
- Преступления в сфере компьютерной информации: учебное пособие / В. Ю. Стромов, М. Ю. Дворецкий, А. Ю. Карамнов — Тамбов: Изд-во ТГУ им. Г. Р. Державина, 2013. - 406 с.; 21 см.; ISBN 978-5-89016-897-9

## Санкции
6 марта 2022 года после вторжения России на Украину подписал письмо в поддержу российской агрессии. С 9 июня 2022 года находился под персональными санкциями Украины за поддержку войны. Также был внесён ФБК в список коррупционеров и разжигателей войны за поддержку нападения на Украину, 16 марта 2022 года форумом свободной России внесён в «Список Путина» и доклад «поджигателей войны» с предложением введения против него международных санкций.

## Награды
- Менеджер года — Победитель Всероссийского конкурса Вольного экономического общества России и Международной академии менеджмента (2013 год)в номинации «Сфера образования»
- За многолетнюю плодотворную работу по развитию и совершенствованию учебного процесса награждён почётной грамотой Министерства образования и науки РФ
- Победитель ежегодной региональной юридической премии «Юрист года» в номинации «Юридическое образование, наука и просвещение», 2015 г.
- лауреат премии Тамбовской области имени Ф. Н. Плевако, 2016 г.
- награждён почётной грамотой Совета Федерации Федерального собрания РФ — 2016 г.
- почётной грамотой Тамбовской областной Думы — 2014 г.
- почётным знаком «За заслуги перед городом Тамбовом» — 2016 г.[8]
- почётной грамотой администрации Тамбовской области — 2017 г.
- нагрудным знаком «За заслуги перед Тамбовской областью» — 2017 г.[8]
- благодарственным письмом администрации Тамбовской области — 2017 г.
- благодарственным письмом Тамбовской областной Думы — 2017 г.
- благодарностью министра спорта РФ — 2017 г.